# Статерій (король Британії)
Статерій (валл. Staterio) — відповідно до твору Джефрі Монмутського, король Шкотії, однієї з областей Британії (482 — 434 до н. е.), учасник громадянської війни за спадок Міфічного короля Британії Поррекса I.